# William Penn (almirante)

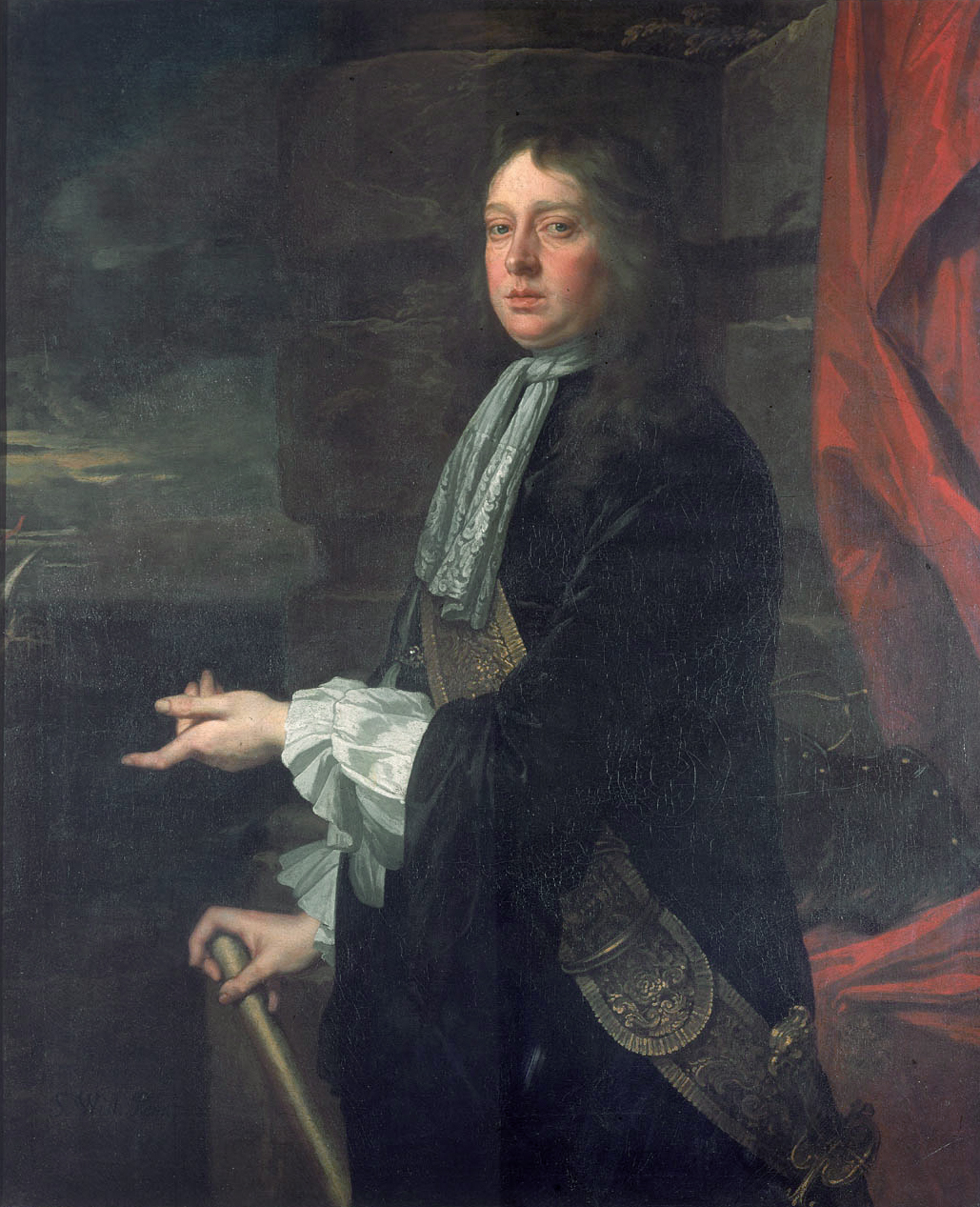
William Penn, retratado por Peter Lely en 1665-66.

William Penn (Bristol, 23 de abril de 1621 -Wanstead, Essex,  16 de septiembre de 1670) fue almirante de la flota inglesa.

## Biografía
Segundo y último hijo de Giles Penn, también marino, y Joanne Gilbert.  De su matrimonio con Margaret Jasper tuvo un hijo, William Penn (1644-1718), fundador de la colonia inglesa de Pensilvania.
En 1642 fue nombrado capitán, y en 1644 se le encargó el mando del Fellowship, formando parte de una flota bajo el mando de Richard Swanley.
Durante la primera guerra anglo-neerlandesa de 1652-54, que enfrentó a la Commonwealth de Inglaterra contra las Provincias Unidas de los Países Bajos, Penn sirvió en la Armada Inglesa, participando en las batallas navales de Kentish Knock, Portland, Gabbard y Scheveningen.
En 1654 se le encargó el mando de la Western Design, una expedición militar concebida por Oliver Cromwell con el objetivo de establecer una base de operaciones en el Caribe desde la que poder atacar las plazas españolas en la zona y acechar la flota de Indias.  La expedición, marcada por las deficiencias en su organización y por la discordia entre el almirante Penn a cargo de la flota y el general Robert Venables al mando de las tropas de tierra, fue rechazada por las fuerzas españolas en un ataque a Santo Domingo en 1655, pero logró invadir la Jamaica española. Estas acciones provocaron la guerra anglo-española.  Penn volvió a Inglaterra donde fue acusado de haber abandonado su puesto y encarcelado en la Torre de Londres.  Al mes siguiente sería puesto en libertad y volvería a Irlanda, donde desaparecería de la escena pública.
Tras la muerte de Cromwell y la restauración de la monarquía inglesa, en 1660 sería llamado a formar parte del Parlamento largo. El nuevo rey Carlos II de Inglaterra le rehabilitaría en el mando, nombrándole caballero ese mismo año.
Durante la segunda guerra anglo-neerlandesa de 1665-67 participó en la batalla de Lowestoft a las órdenes del duque de York, Jacobo Estuardo.
La colonia inglesa de Pensilvania fue nombrada en su honor; la colonia fue entregada al hijo de Penn en pago por una deuda contraída con éste por Carlos II.